# Peter Boardman
Peter Boardman (* 25. Dezember 1950 in Stockport; † 17. Mai 1982 am Mount Everest) war ein britischer Bergsteiger, Everest-Besteiger und Autor verschiedener Bücher zum Bergsteigen.

## Leben
Boardman begann als Teenager zu klettern und besuchte mit 16 das erste Mal die Alpen. Er entwickelte sich schnell zu einem profilierten Alpinisten, machte den ersten britischen Anstieg über die Nordwand-Direktlinie des Olan (Pelvoux), die Nordwand des Nesthorns und die Nordwand-Falllinie des Breithorn bei Lauterbrunnen.
Nach seiner Schulzeit in der Stockport Grammar School, in der es mittlerweile eine Kletterwand gibt, die ihm gewidmet ist, studierte er Englisch an der Universität Nottingham, in der er Präsident des Alpinistenclubs wurde. Hier unternahm er seine erste Expedition in den Hindukusch von Afghanistan, kletterte die Nordwand des Koh-I-Khaaik und machte die Erstbesteigung des Kohi-Mundi. Nach seiner Zeit in Nottingham studierte Peter Boardman auf ein Diplom in Erziehungswissenschaften an der Universität von Wales in Bangor, wo er etwas Walisisch lernte. Er wurde zum Bergführer ausgebildet und arbeitete für die britische Bergsteiger-Vereinigung. In der Folge wurde er Präsident der britischen Bergführer-Vereinigung und Direktor der Internationalen Bergsteiger-Schule in Leysin.
Eine Anzahl von Expeditionen folgte, und 1975 erstieg Boardman mit der berühmten Expedition von Chris Bonington den Everest über die Südwestwand, als Teil des zweiten Gipfelteams. Bei dieser Expedition kam sein Kletterfreund Mick Burke ums Leben. Man weiß nicht, ob Burke den Gipfel erreichte – das absteigende Team traf ihn kurz unterm Gipfel, wartete dann am Südgipfel einige Zeit auf ihn, aber Burke wurde nie mehr gesehen.
1976 schloss Boardman sich mit Joe Tasker zusammen und erstieg die Westwand des Changabang, zu jener Zeit wahrscheinlich der härteste Anstieg im Himalaya überhaupt. Sein Buch über diese Erfahrung The Shining Mountain ist eines der herausragenden Zeugnisse der Bergsteiger-Literatur und gewann 1979 den John Llewellyn Rhys Prize.
Nach einem Fehlversuch am K2, bei dem Nick Estcourt in einer Lawine starb, erkletterte Boardman 1979 den Kangchenjunga über den Nordgrat (dies war auch die erste Besteigung des Berges ohne Flaschensauerstoff). Er ging 1980 zurück an den K2 und erreichte eine Höhe von 7975 Metern.

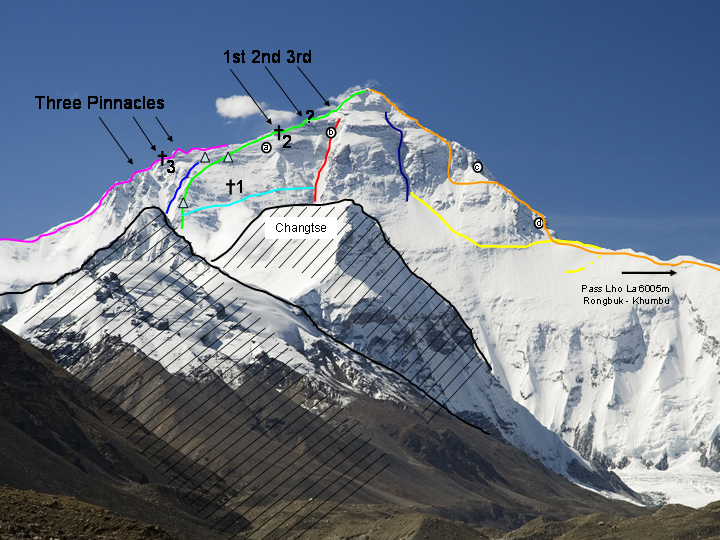
Nordwand des Mt. Everest (grün: Normalweg Nord; lila: unterer Nordostgrat; †3: Fundort von Boardmans Leiche)

Peter Boardman starb 1982 auf dem Nordostgrat des Everest, zusammen mit seinem Partner Joe Tasker. 1992 fanden Bergsteiger aus Kasachstan Boardmans Leiche in sitzender Position nahe dem zweiten der „Three Pinnacles“. Er bot einen Anblick, „als schliefe er“. Boardmans Leiche wurde anhand von Fotos durch Verwandte in England identifiziert. Zu Joe Tasker wird vermutet, dass er in die Kangshung-Wand abstürzte – er wurde bislang nicht wiedergefunden. Die Aufgabe, die sich beide gestellt hatten, wurde erst Jahre später von einer riesigen japanischen Expedition mithilfe von 35 Sherpas gelöst: die vollständige Begehung des gesamten Nordostgrates bis zum Gipfel des Mount Everest. Boardman und Tasker jedoch hatten es alpinistisch versucht, ihr Gepäck für mehrere Tage auf dem Grat selbst zu tragen, ohne Sherpa-Unterstützung. Eine alpinistische Besteigung des Nordost-Grates ist bislang noch niemandem gelungen. Ihre Aufgabe kann allenfalls mit dem Erfolg der jugoslawischen Expedition 1979 am kompletten Westgrat im Alpin-Stil oder mit der englischen Expedition 1988 von Stephen Venables in der Kangshung-Wand verglichen werden, ebenso im Alpin-Stil – die nur mit sehr viel Glück keine Toten am Berg hinterließen.
Ein zweites Buch Sacred Summits, das seine Erkundungen von 1979 schilderte, wurde posthum publiziert. Der Boardman-Tasker-Preis für Bergsteiger-Literatur wurde zum Andenken an ihn und Joe Tasker, der ebenfalls ein begnadeter Schriftsteller war, gestiftet.